# 広島県立福山誠之館高等学校

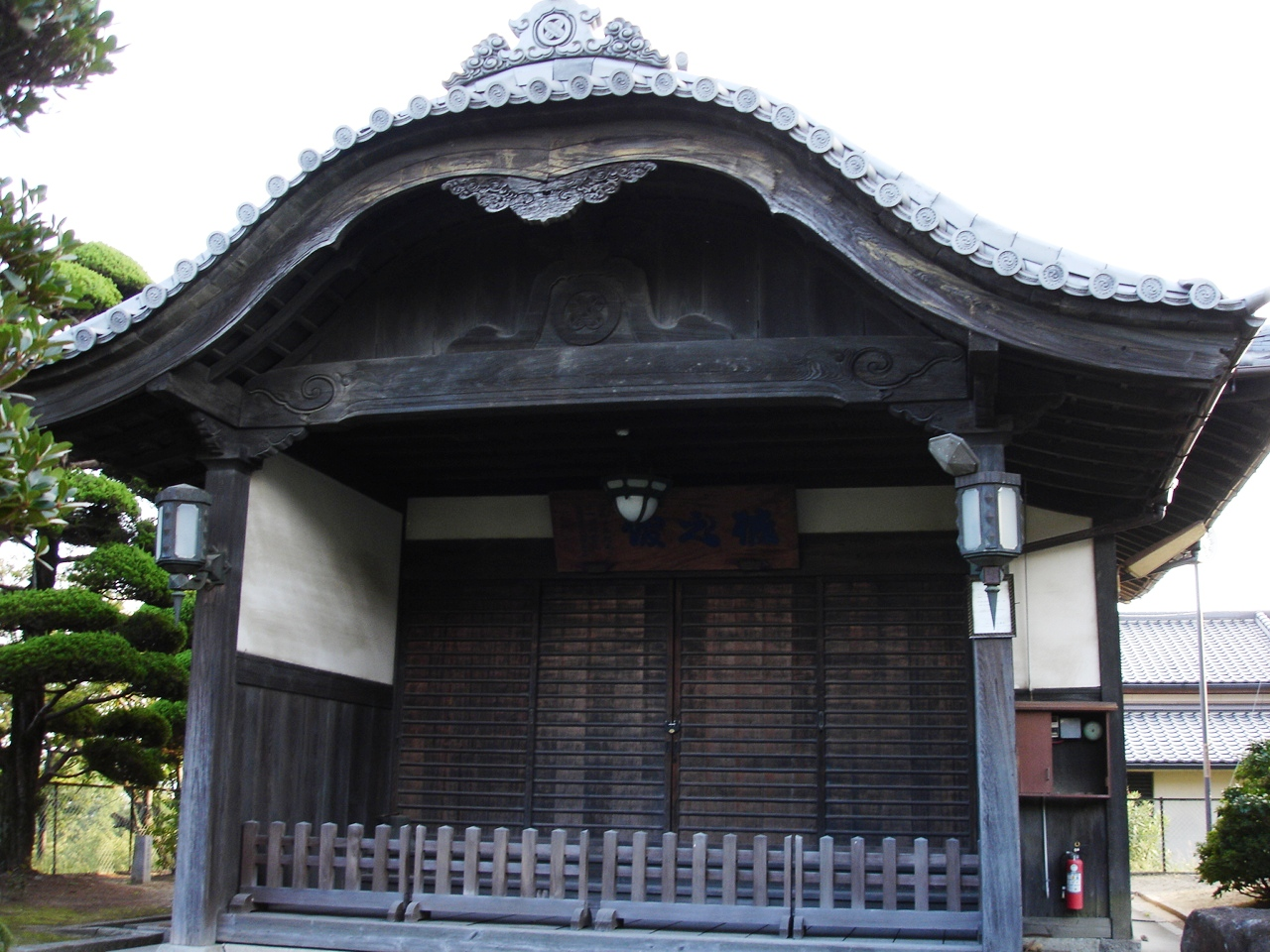
誠之館記念館（旧玄関）

広島県立福山誠之館高等学校（ひろしまけんりつふくやませいしかんこうとうがっこう）は、広島県福山市に所在する県立高等学校。

## 概要
歴史
校名は1854年（安政元年）備後福山藩主阿部正弘により創設され、1872年（明治5年）に廃校となった藩校「誠之館」に由来する。しかし直接の前身は1879年（明治12年）に設立された「広島県福山中学校」（旧制中学校）で、1887年（明治20年）にかつての藩校「誠之館」の館号を借り受けて「尋常中学福山誠之館」と改称された。その後、度々の改称を経て1968年（昭和43年）に現校名となった。
設置課程・学科
全日制課程 総合学科（学年制）
定時制課程 普通科 （単位制）
特色
広島県教育委員会より「トップリーダーハイスクール」（県内高校5校）に指定されている。
校歌
第一校歌（作詞：葛原しげる、作曲：小松耕輔）と第二校歌（作詞：葛原しげる、作曲：平井康三郎）がある。
姉妹校
2013年（平成25年）12月に以下の2校と姉妹校になっている。
-  St. Margaret's Episcopal School （アメリカ合衆国 カリフォルニア州 ロサンゼルス郊外 サンファン カピストラノ）
-  Rick Hansen Secondary School （カナダ ブリティッシュコロンビア州 バンクーバー郊外 アボッツフォード）

## 沿革
- 1879年（明治12年）7月 - 「広島県福山中学校」が開校。
- 1887年（明治20年）4月 - 中学校令の制定により「尋常中学福山誠之館」と改称。
- 1893年（明治26年）4月 - 「広島県福山尋常中学校」と改称。
- 1897年（明治30年）4月 - 「広島県第二尋常中学校」と改称。
- 1899年（明治32年）4月 - 中学校令の改正により「広島県第二中学校」と改称（「尋常」が除かれる）。
- 1901年（明治34年）6月 - 「広島県立福山中学校」と改称。
- 1927年（昭和2年）9月 - 「広島県立福山誠之館中学校」と改称。
- 1932年（昭和7年）4月 - 福山市三吉町の旧広島県福山師範学校校舎に移転。
- 1948年（昭和23年）
  - 2月 - 通信教育部を設置。
  - 5月 - 学制改革により、新制高等学校「広島県福山誠之館高等学校」が発足。通常制（全日制）普通課程を設置。この時点では男子校であった。
  - 7月 - 定時制課程（夜間及び水呑（みのみ）分校、鞆（とも）分校）を設置。
- 1949年（昭和24年）4月1日 - 高校三原則に基づく公立高等学校の再編により、総合制高等学校「広島県福山東高等学校」に改称。通常制商業課程を設置。男女共学を開始。
- 1953年（昭和28年）4月 - 「広島県福山誠之館高等学校」と名称変更。
- 1962年（昭和37年）4月 - 通常課程を全日制課程、通信教育部を通信制課程に改称。
- 1963年（昭和38年）4月 - 全日制商業科[4]、定時制被服科水呑、鞆分校募集を停止。
- 1964年（昭和39年）3月 - 福山市木之庄町に移転用地を買収完了。
- 1967年（昭和42年）1月 - 移転用地敷地造成の地鎮祭・起工式を挙行。
- 1968年（昭和43年）
  - 4月 - 移転用地敷地の造成が完了。
  - 10月 - 「広島県立福山誠之館高等学校」（現校名）に改称（県の後に「立」が付される）。
- 1969年（昭和44年）
  - 8月 - 現在地に新校舎が完成。
  - 10月 - 移転を完了。
- 1970年（昭和45年）8月 - 体育館とプールが完成。
- 1971年（昭和46年）
  - 2月 - 講堂が完成。
  - 3月 - 格技場・運動部室が完成。
- 1976年（昭和51年）4月 - 第9学区総合選抜制（市内5校[5]）を導入。
- 1984年（昭和59年）4月 - 総合選抜制の一部を変更。（理数類型を設置）
- 1988年（昭和63年）4月 - 規則改正により第9学区東部における総合選抜制（市内3校[6]）を開始。
- 1989年（平成元年）3月 - 通信制課程専用の体育館が完成。
- 1991年（平成3年）4月 - 通信制課程が分離し、広島県立東高等学校として独立。
- 1996年（平成8年）2月 - セミナーハウスが完成。
- 1998年（平成10年）4月 - 総合選抜制が廃止され、単独選抜を開始。全日制普通科の募集を停止し、総合学科を設置。
- 1999年（平成11年）12月 - 新南館が完成。
- 2000年（平成12年）
  - 3月31日 - 全日制課程普通科を廃止。
  - 誠之会館（同窓会館）が完成。
- 2003年（平成15年）4月 - 定時制課程において単位制を導入。
- 2006年（平成18年）3月 - 部室を改築。
- 2007年（平成19年）3月 - 新体育館が完成。プールを解体。
- 2013年（平成25年）12月 - 海外の高等学校（アメリカ1校、カナダ1校）と姉妹校締結。
- 2016年（平成28年）3月 - 新本館が完成。

## 行事
- 記念祭（文化祭） - 6月
- 合唱祭 - 6月
- 体育祭 - 9月
- マラソン

## 歴代校長
- 初代　石井英太郎
- 2代　利根川浩
- 3代　若井遜
- 4代　武田安之助
- 5代　関藤成緒
- 6代　田口虎之助
- 7代　瀬川彦四郎
- 8代　青木儀太郎
- 9代　山村弥久馬
- 10代　田村喜作
- 11代　末久喜十郎
- 12代　長岡恒喜
- 13代　原重太郎
- 14代　福間典海
- 15代　田邊領一
- 16代　戒能録
- 17代　香川光磨
- 18代　掛江正之
- 19代　宮敏夫
- 20代　後藤泰樹
- 21代　長谷川雄一
- 22代　沢井一男
- 23代　桑田五郎
- 24代　松岡正三
- 25代　岸本金夫
- 26代　小林達治
- 27代　皿田文彦
- 28代　高山正義
- 29代　古田博保
- 30代　小林史郎
- 31代　中山慧海
- 32代　美濃盛國
- 33代　山代猛博
- 34代　下﨑邦明
- 35代　安西和夫
- 36代　古川正徳
- 37代　平盛吉昭
- 38代　山口哲治
- 39代　古前勝教

## アクセス
- JR山陽本線福山駅 徒歩20分
- 中国バス「誠之館高校前」停留所